# Erdenet
Erdenet is een industriestad in Mongolië. Met 82.000 inwoners (2006) is de plaats, na de hoofdstad Ulaanbaatar, de grootste stad van het land. Erdenet ligt ongeveer 410 kilometer ten noordwesten van de hoofdstad in de ajmag Orhon, waarvan het de hoofdstad is.
Erdenet ligt aan de voet van het Burengiin-gebergte. De stad werd pas in 1975 gesticht om de werknemers van de nieuwe kopermijn te huisvesten. Op kaarten uit de tijd van het communisme in de Sovjet-Unie werd de stad vanwege haar strategisch belang opzettelijk aangegeven op een verkeerde plaats.

## Verkeer en vervoer
Erdenet is het eindpunt van een zijtak van de Trans-Mongoolse spoorlijn, die in Darchan aftakt van het hoofdtracé. Twee keer daags rijdt er een bus naar de hoofdstad en terug. De luchthaven van Erdenet (ZMED/ERT) is buiten gebruik gesteld.

## Economie
In Erdenet bevindt zich de op vier na grootste kopermijn ter wereld. Deze mijn is een Mongools-Russische joint venture. De mijn zorgt voor het leeuwendeel van de Mongoolse inkomsten uit export en belastingen. Lange tijd werd uitsluitend kopererts geëxporteerd maar tegenwoordig is de installatie van de mijnbouwonderneming in staat om ook zuiver koper te produceren.
Verder bevinden zich in Erdenet een internationaal bekende tapijtfabriek, een fabriek voor levensmiddelen en verschillende houtverwerkende bedrijven, die het hout uit de taiga verwerken tot gebruikshout voor meubelstukken en gers.

## Afbeeldingen

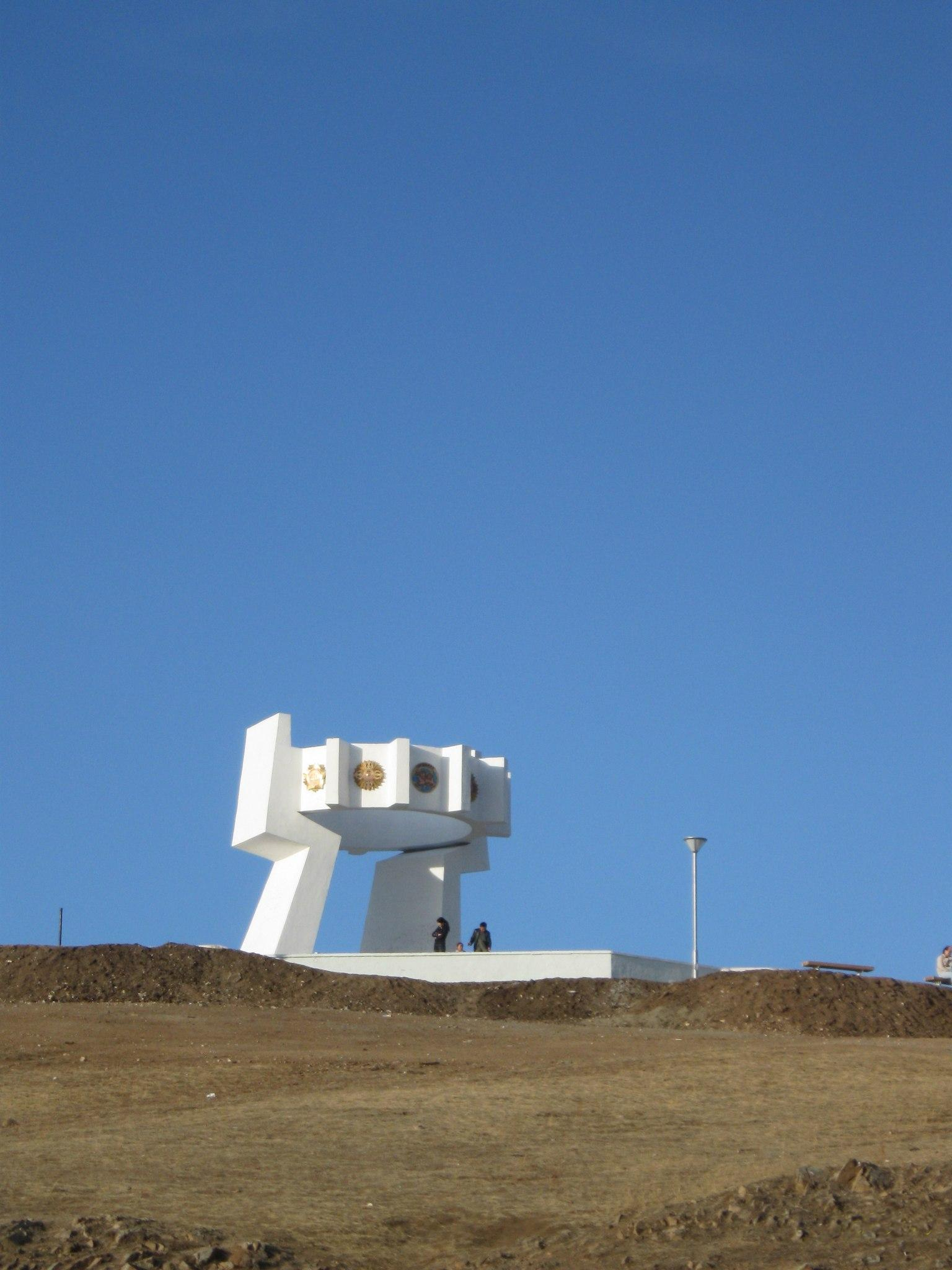
Communistisch broederschapmonument
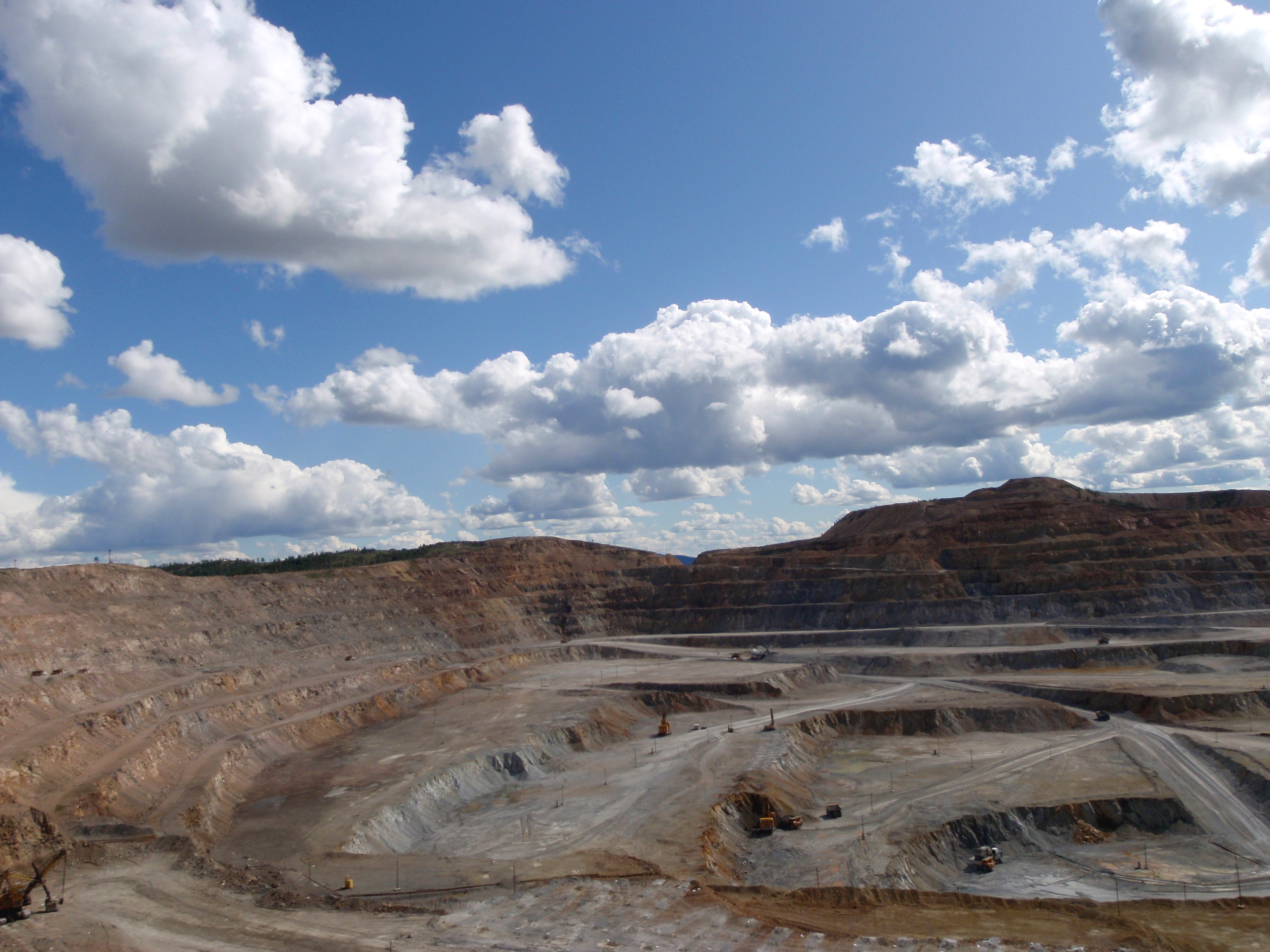
Kopermijn
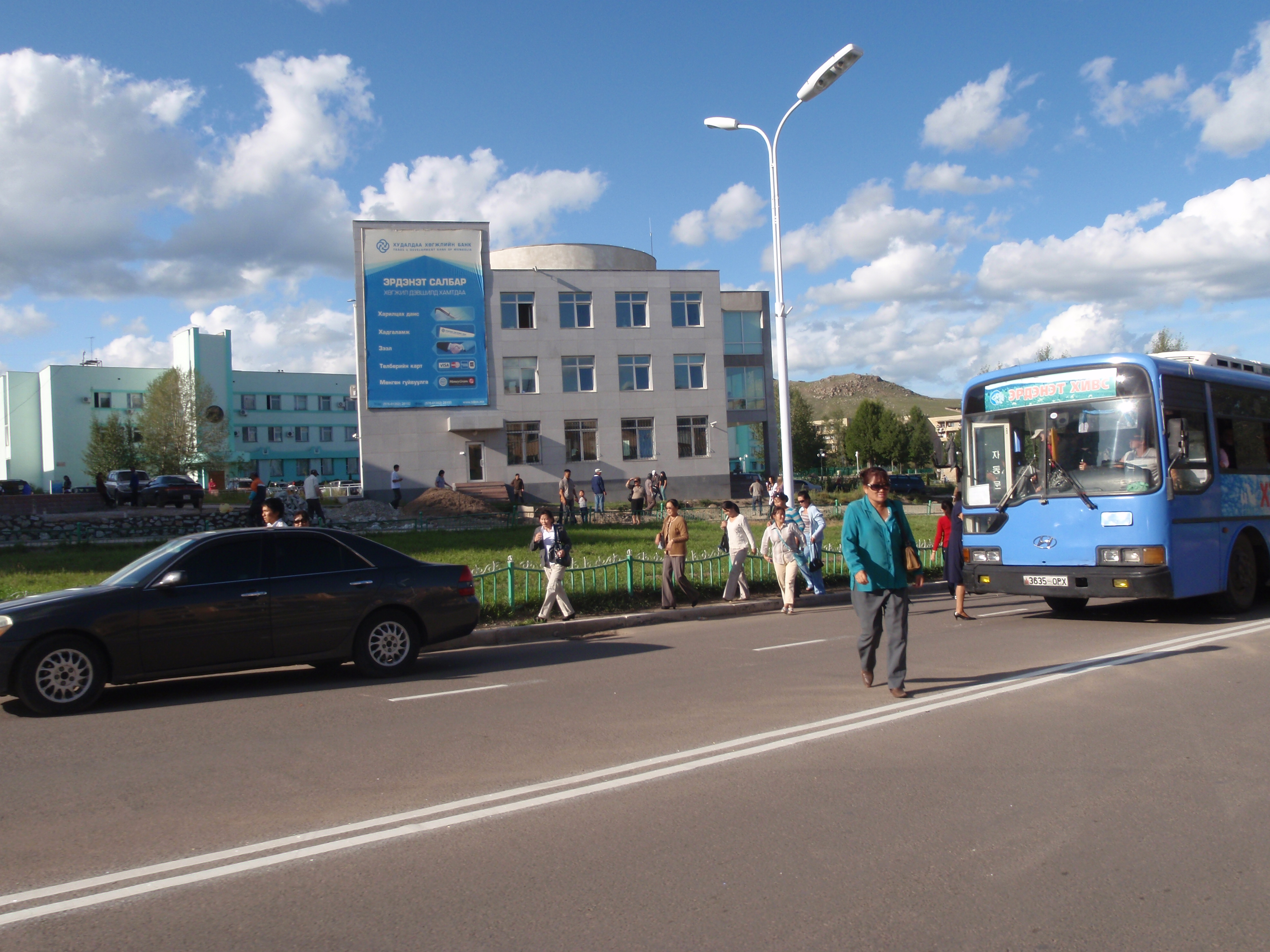
Straatbeeld
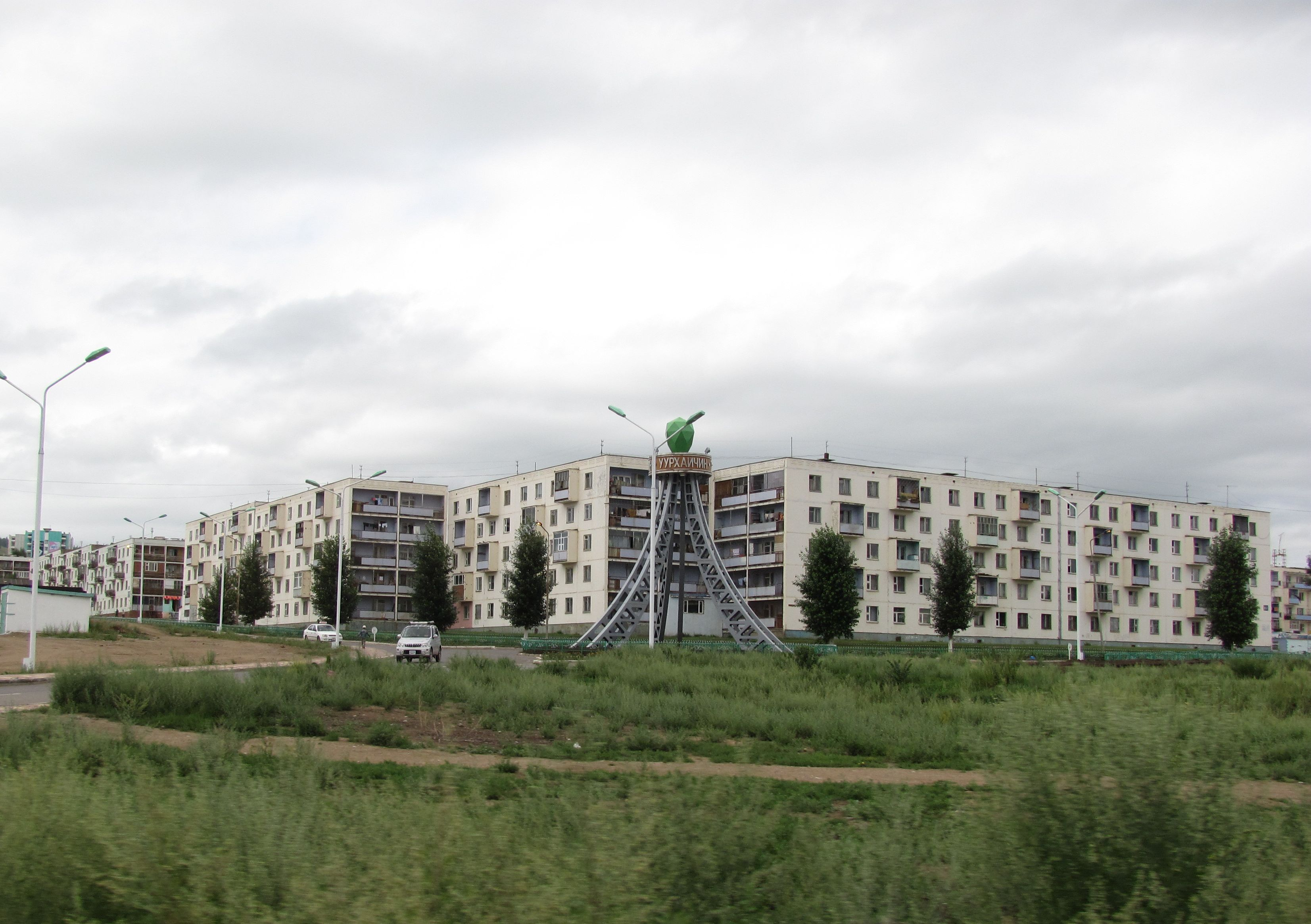
Woonwijk
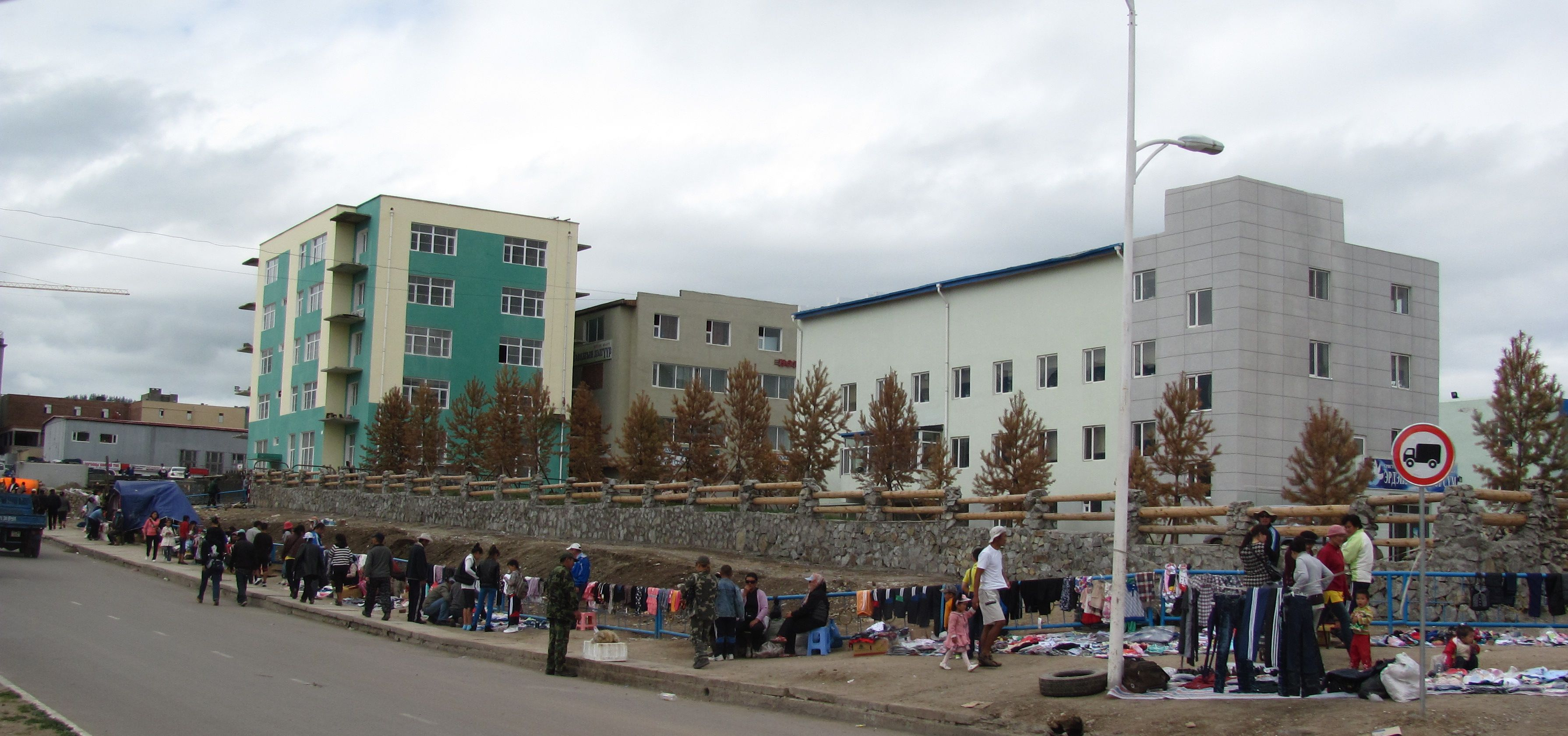
Markt
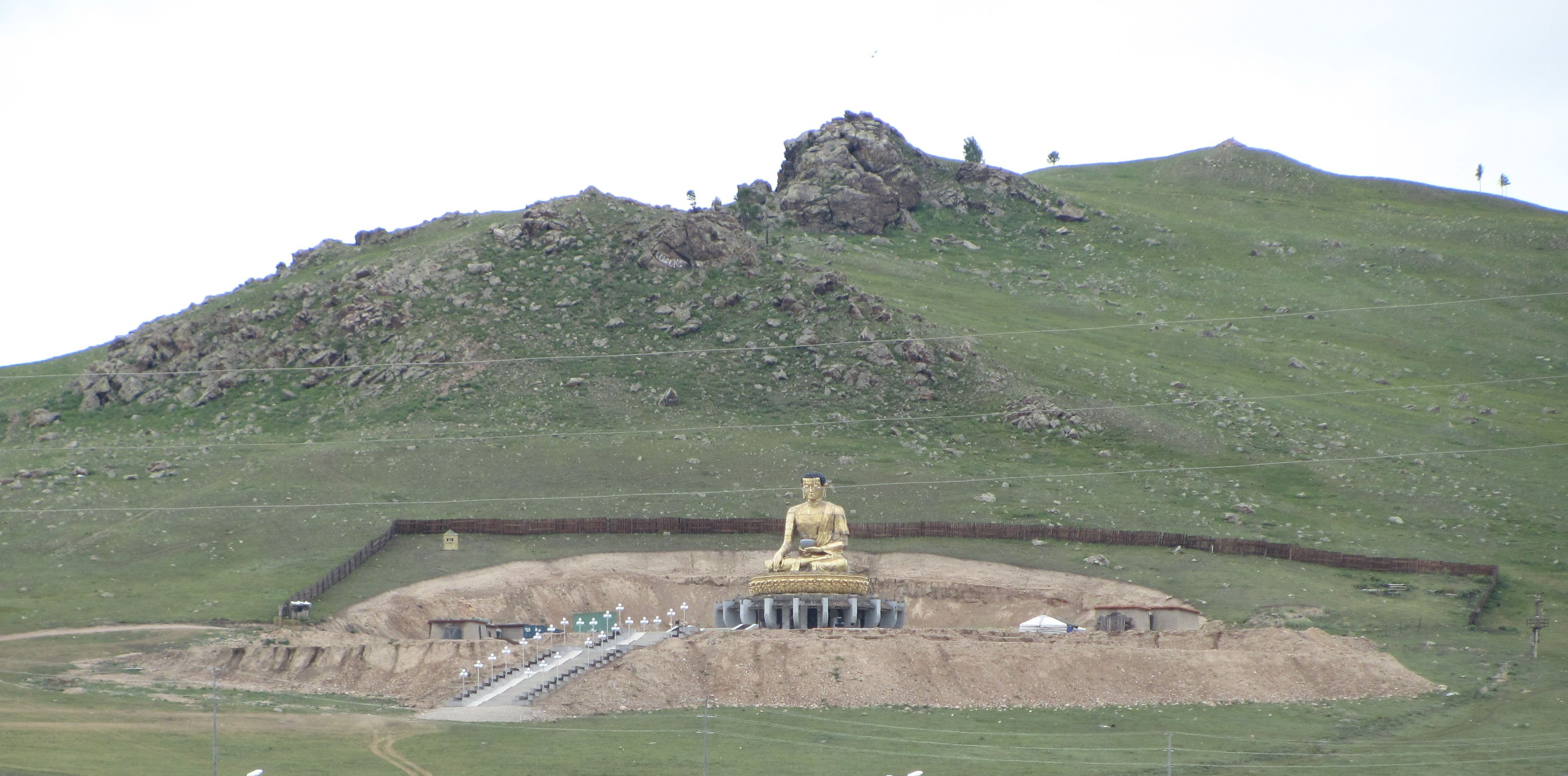
Boeddhabeeld
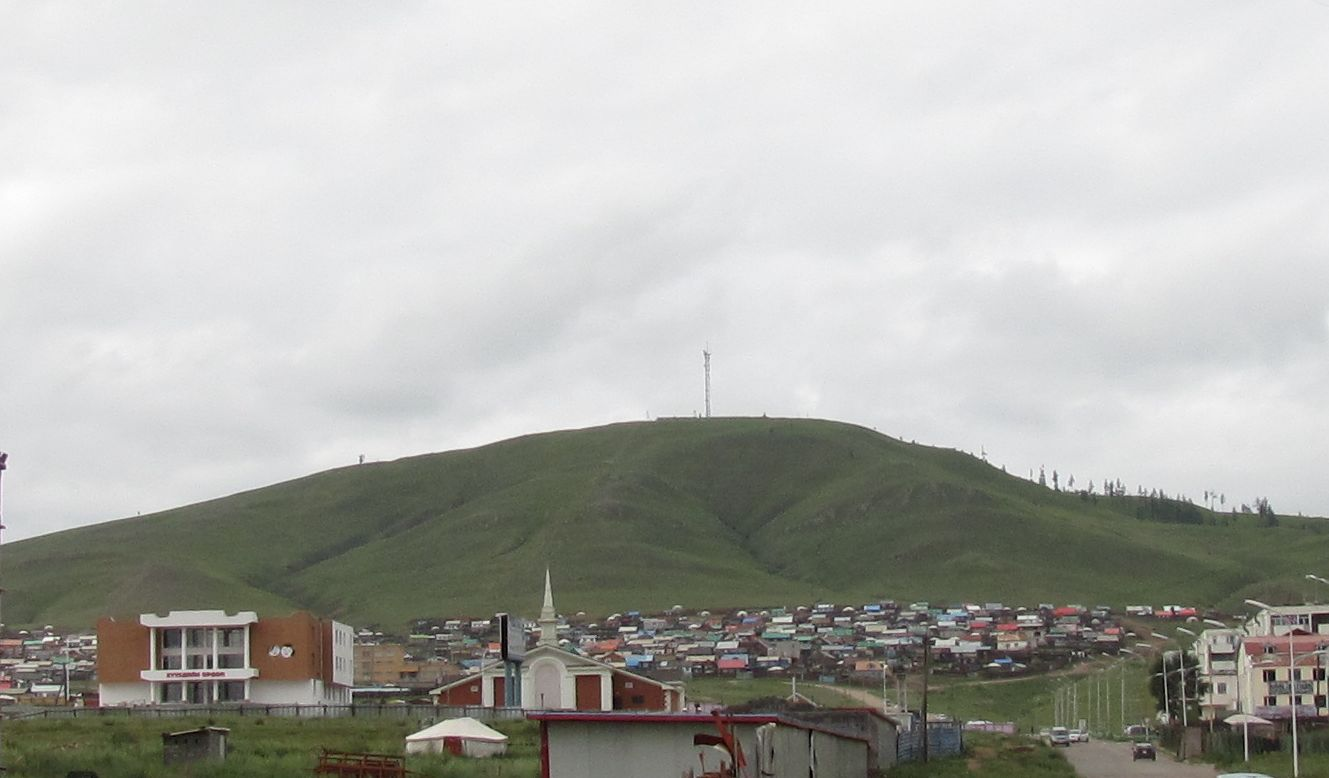
Woonwijk Erdenet met De Kerk van Jezus Christus van de Heiligen der Laatste Dagen
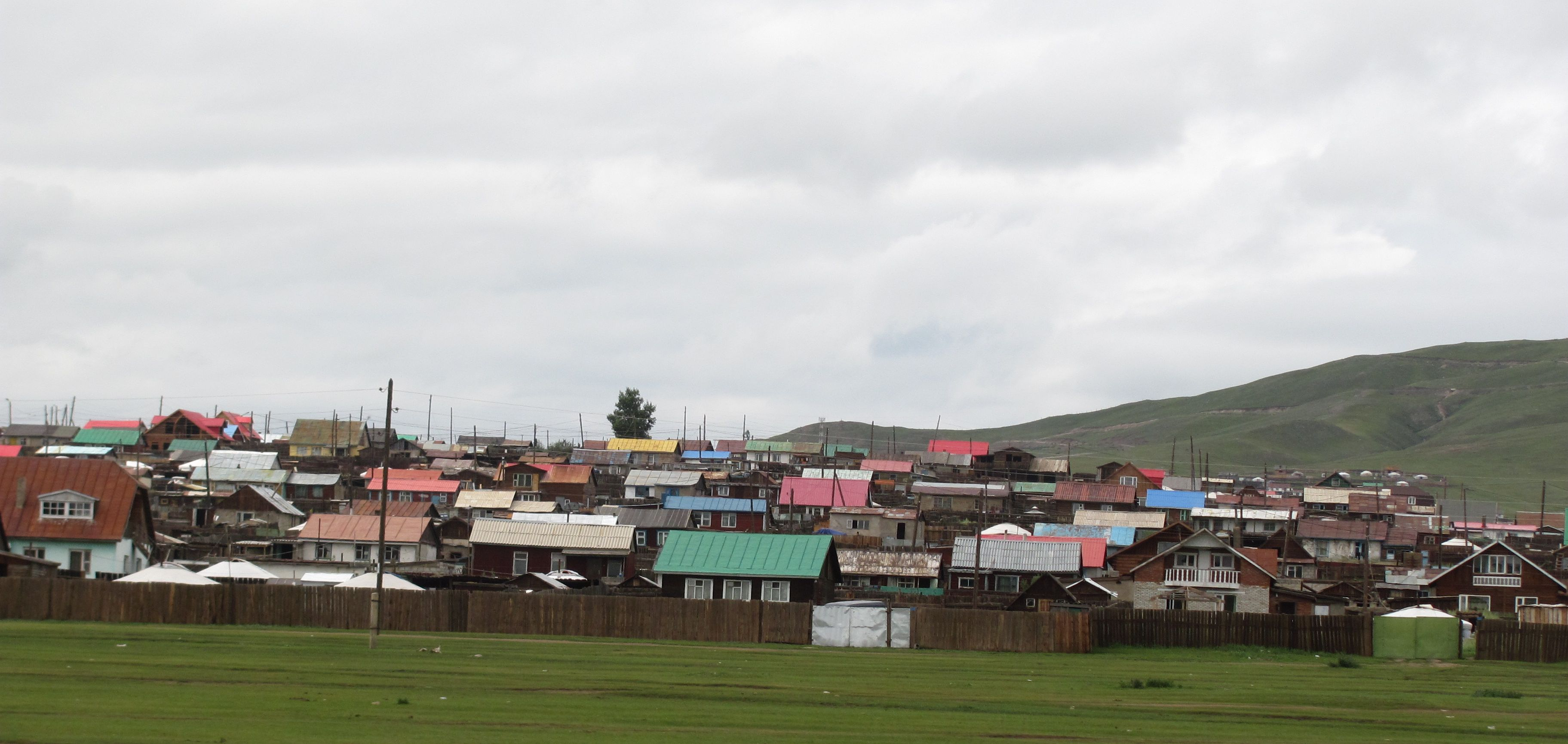
Westelijk deel Erdenet
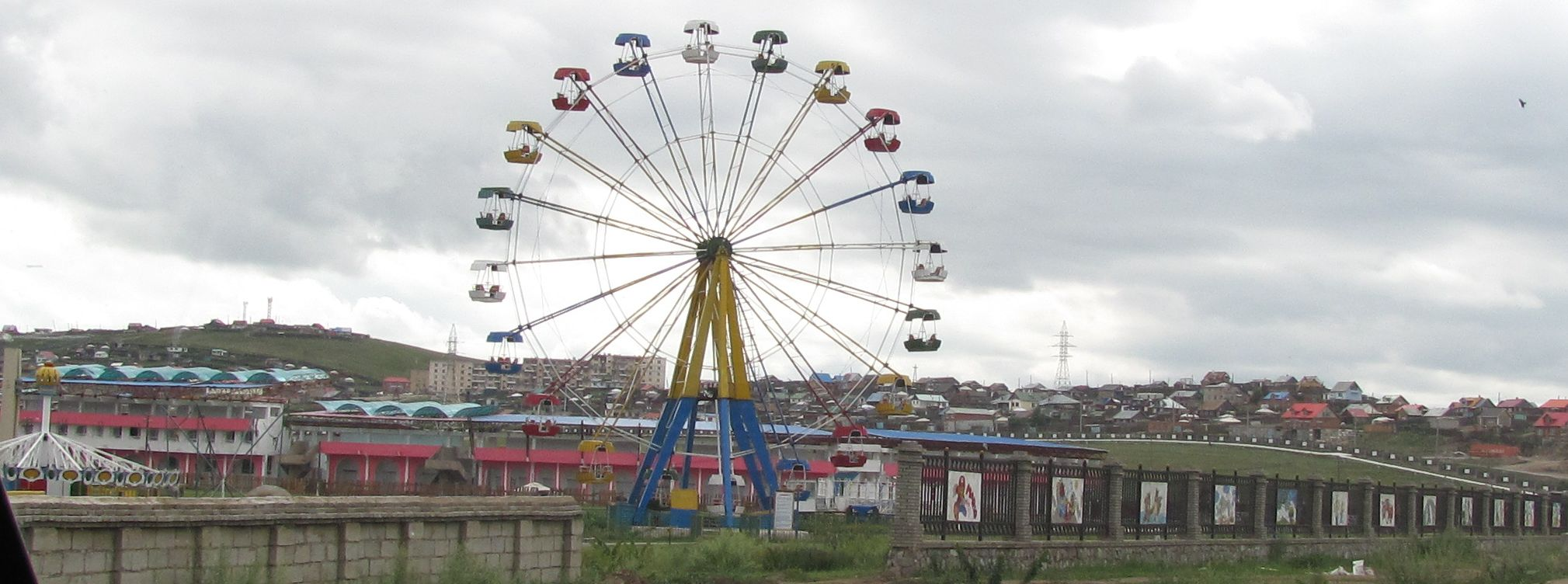
Amusementspark